# Jitka Pavlová
Jitka Pavlová (11. prosince 1937 České Budějovice – 10. dubna 2025) byla česká operní pěvkyně a mezzosopránistka.

## Život
Jitka Pavlová se narodila 11. prosince 1937 v Českých Budějovicích. Vystudovala pražskou konzervatoř u Jarmily Vavrdové a Jana Konstantina a následně byla krátce angažovaná v Ostravě. Od roku 1961 působila jako sólistka opery Státního a Národního divadla v Brně. S dvouletou pauzou mezi lety 1971 až 1973, kdy byla angažovaná v Trevíru v Německé spolkové republice. V divadle zůstala až do roku 2000.
Mimo jiné hostovala například v Národním divadle v Praze a dalších operních divadlech. Absolvovala několi zahraničních turné, například v Kanadě, Norsku nebo Itálii.
Mezi její známě role patřila například Rosina v Lazebníkovi sevillském, Abigail v Nabuccovi, Dorabella v Cosi fan tutte, Zlatohřbítek v Příhodách lišky Bystroušky, Cherubino ve Figarově svatbě a Kostelnička v Její pastorkyni.
Jitka Pavlová zemřela 10. dubna 2025 ve věku 87 let.

## Diskografie
- Jitka Pavlová - Operní recital (1987)[7]